# Monte Money
Bryan Monte Money (Las Vegas, 27 de octubre de 1986) es un músico estadounidense.

## Biografía

### Historia
Bryan Money Jr. nació el 27 de octubre de 1986. Su abuelo, Norman Paul Money, se convirtió en una importante influencia en él, le compró su primera guitarra a los 14 años, fue una Jackson 7-String. Bryan tiene un tatuaje en la mano derecha en memoria de él con las letras NPM (Norman Paul Money). Bryan fundó Escape The Fate, en el año 2004, junto a Ronnie Radke y Max Green en la escuela, luego invitó a Omar Espinosa y Robert Ortiz. La banda ha lanzado 4 álbumes de estudio.
Bryan cuenta con un buen estado de salud, prefiere alimentos orgánicos que la comida rápida. El también tiene un hermano, quien también formó parte de la banda Escape the fate llamado Michael Money.

### Escape The Fate
Bryan fundó Escape The Fate. En el año 2004, en su búsqueda por completar su banda, llamó a Omar Espinosa (Guitarrista) y a Max Green (Bajista). Max, les hizo referencia sobre un amigo, Ronnie Radke, haciendo alusión que el sería un buen cantante para la banda. Luego, más tarde se unió Robert Ortiz y nació Escape the Fate. En el año 2005 la banda integra a Carson Allen, grabando el demo Escape The Fate EP, en el año 2006 firman con Epitaph, lanzando el EP There's No Sympathy For The Dead, seguido de su álbum debut, Dying Is Your Latest Fashion, después de lanzar el EP Situations, Omar Espinosa se retira de la banda, por riñas con Max Green. Luego Ronnie Radke deja la banda, Radke tuvo una sentencia en la cárcel por posesión de drogas asociado a un altercado que resultó en el asesinato de Michael Coock, saliendo a finales de septiembre del 2010, Radke actualmente canta en su banda, Falling in Reverse. En el 2008, Craig Mabbitt (ex-Blessthefall/The Word Alive), entra reemplazando a Ronnie. El cuarteto lanza en octubre del 2008 This War Is Ours, junto a su primera gira que visitó varios países del mundo. En noviembre del 2010, la banda lanzó su tercer álbum, Escape the fate. Bryan coprodujo el álbum a la vez.
Bryan destaca en la escena post hardcore estadounidense por hacer unos muy buenos solos de guitarra, se destacan las canciones My apocalypse, The Guillotine Part II, There's No Sympathy For The Dead, entre muchas otras. Recientemente destacó por el solo de guitarra de más de un minuto, del tema 'The Guillotine Part III.

## Discografía
- Escape The Fate EP (2005).
- There's No Sympathy For The Dead (2006).
- Dying Is Your Latest Fashion (2006).
- Situations (2007).
- This War Is Ours (2008).
- Escape The Fate (álbum) (2010).
- Ungrateful (2013).